# Josip Stanišić
Josip Stanišić (Munique, 2 de abril de 2000) é um futebolista profissional croata nascido na Alemanha que atua como lateral-direito. Atualmente joga no Bayern de Munique.

## Carreira
Após jogar nas categorias de base de FC Perlach, Munique 1860 e SC Fürstenfeldbruck, Stanišić foi para o Bayern de Munique em 2017, também para defender o time sub-17. Porém, acabou sofrendo uma fratura no tornozelo e perdeu o restante da temporada.
Em 2018, chegou a treinar com o time principal do Bayern e também participou de 2 jogos durante a pré-temporada antes de voltar aos juniores. O primeiro jogo profissional de Stanišić foi em julho de 2019, substituindo Angelo Meyer na vitória por 2 a 1 sobre o KFC Uerdingen 05, pela 3. Liga.
A estreia oficial do jogador pelo time principal do Bayern foi contra o Union Berlin, em abril de 2021, atuando como lateral-esquerdo. A partida (que também foi a única do jogador na temporada) terminou com empate por 1 a 1. Em julho, assinou um novo contrato válido até 2023.
Na temporada 2021–22, Stanišić foi promovido ao time principal do Bayern e atuou em 17 partidas (13 pela Bundesliga, um pela Copa da Alemanha e 2 pela Liga dos Campeões da UEFA, além da Supercopa da Alemanha). Seu primeiro gol como profissional foi no empate por 2 a 2 contra o Wolfsburg, pela última rodada do Campeonato Alemão.

## Carreira internacional
Com dupla cidadania, o lateral-direito chegou a defender a seleção Sub-19 da Alemanha, porém optou em representar a Croácia, fazendo sua estreia em outubro de 2021, na vitória por 3 a 0 sobre o Chipre, pelas eliminatórias da Copa de 2022.

## Títulos
Bayern de Munique
- Campeonato Alemão: 2020–21, 2021–22, 2022–23, 2024–25[9]
- Supercopa da Alemanha: 2021,[10] 2025[11]

Bayern de Munique II
- 3. Liga: 2019–20

Bayer Leverkusen
- Campeonato Alemão: 2023–24
- Copa da Alemanha: 2023–24